# Liophis almadensis
Liophis almadensis este o specie de șerpi din genul Liophis, familia Colubridae, descrisă de Johann Georg Wagler în anul 1824. Conform Catalogue of Life specia Liophis almadensis nu are subspecii cunoscute.